# José del Solar
José Guillermo del Solar Alvarez-Calderón, född 28 november 1967 i Lima, är en peruansk före detta fotbollsspelare som numera är tränare. José del Solar har medverkat i Copa América sex gånger: 1987, 1989, 1991, 1993, 1995 och 2001.

## Mästerskap
- Copa América 1987, Mål:(0), Självmål: (0), Högsta nivå: Gruppspel
- Copa América 1989, Mål: (0), Självmål: (1), Högsta nivå: Gruppspel
- Copa América 1991, Mål: (2), Självmål: (1), Högsta nivå: Gruppspel
- Copa América 1993, Mål: (3), Självmål: (0), Högsta nivå: Kvartsfinal
- Copa América 1995, Mål: (0), Självmål: (0), Högsta nivå: Gruppspel
- Copa América 2001, Mål: (3), Självmål: (0), Högsta nivå: Kvartsfinal